# Sohrābī
Sohrābī (persiska: سهرابی) är en ort i Iran.   Den ligger i provinsen Hormozgan, i den sydöstra delen av landet, 1 100 km sydost om huvudstaden Teheran. Sohrābī ligger 48 meter över havet och antalet invånare är 122.
Terrängen runt Sohrābī är platt åt sydväst, men åt nordost är den kuperad.Runt Sohrābī är det ganska glesbefolkat, med 38 invånare per kvadratkilometer. Närmaste större samhälle är Sarzeh Āl-e Mehtarān, 1,2 km öster om Sohrābī. Trakten runt Sohrābī är ofruktbar med lite eller ingen växtlighet.